# Das neugeborne Kindelein
Das neugeborne Kindelein, (Le petit enfant nouveau-né) (BWV 122), est une cantate religieuse de Johann Sebastian Bach composée à Leipzig en 1724 pour le premier dimanche après Noël et donnée pour la première fois le 31 décembre 1724. Pour cette destination liturgique, deux autres cantates ont franchi le seuil de la postérité : les BWV 28 et 152. 

## Histoire et livret
Bach compose cette cantate au cours de sa deuxième année en tant que Thomaskantor à Leipzig pour le dimanche après Noël. Les lectures prescrites pour ce jour sont extraites de l'épître aux Galates, « Par le Christ, nous sommes libérés de la Loi » (4; 1–7) et de l'évangile selon Luc, Syméon et Anna parlant à Marie (2;33–40).
Le thème du chœur est repris du cantique « Das neugeborne Kindelein » probablement composé par Cyriakus Schneegaß en 1597 pour les mouvements 1, 4, 6 et d'un auteur inconnu pour le reste.

## Structure et instrumentation
La cantate est écrite pour trois flûtes traversières, hautbois d'amour, deux hautbois, basson, deux violons, alto, basse continue (avec orgue), quatre solistes vocaux (soprano, alto, ténor, basse) et chœur à quatre voix.
Il y a six mouvements :
1. chœur : Das neugebor'ne Kindelein
2. aria : O Menschen, die ihr taglich sundig, basse
3. récitatif : Die Engel, welche sich zuvor vor euch als vor Verluchten scheuen, soprano
4. aria : Ist Gott versohnt und unser Freund, alto
5. trio : O wohl uns, die wir an ihn glauben, soprano, alto et ténor
6. récitatif : Dies ist ein Tag, den selbst der Herr gemach, basse
7. chœur : Es bringt das rechte Jubeljahr

## Musique
Le chœur d'ouverture est une fantaisie chorale avec une longue ouverture et une ritournelle de clôture sur un thème de choral à quatre entrées entrecoupé de longs épisodes. Les trois voix inférieures imitent la soprano trois fois dans les phrases de chorals et passent ensuite en une rapide figure ascendante.
Le deuxième mouvement est une longue et chromatiques aria de basse traitant du sündigt (« péché »). C'est le plus long mouvement de la cantate. Le continuo accompagnant la ligne vocale est « tortueux et chromatiquement compliqué ».
Le récitatif de soprano est accompagné par un simple trio de flûtes à bec, combinaison conçue pour représenter l'« aura des anges ». Comme c'est le seul mouvement comprenant des flûtes à bec, les parties ont probablement été interprétées par les joueurs de hautbois et de taille.
Le quatrième mouvement est un trio des voix de soprano, d'alto et de ténor; l'alto chante la ligne de choral avec les cordes tandis que la soprano et le ténor donnent un duo d'aria. Le mouvement est en ré mineur sur un rythme de 6/8.
Le récitatif de basse commence en majeur avant de moduler en sol mineur dans le mouvement final. Il est accompagné par des accords de cordes aigus et une ligne de continuo.
Le choral de clôture est court et rapide,.
La musique « plutôt amortie » du premier choral et l'air de basse (dont le vers d'ouverture se traduit par « Ô mortels, vous qui péchez tous les jours ») ont été décrits comme offrant aux auditeurs une « gueule de bois morale » après la surconsommation possible des vacances de Noël.

## Enregistrements
- Collegium Vocale Gent. J.S. Bach: Cantates de Nöel. Harmonia Mundi France, 1995.
- Frankfurter Kantorei / Bach-Collegium Stuttgart. Die Bach Kantate. Hänssler Classic, 1972.
- Wiener Kammerchor / orchestre du Wiener Staatsoper. J.S. Bach: Cantatas BWV 122 and BWV 133. Vanguard Bach Guild, 1952.

## Source
- (en) Cet article est partiellement ou en totalité issu de l’article de Wikipédia en anglais intitulé « Das neugeborne Kindelein, BWV 122 » (voir la liste des auteurs).